# Île Carmen
L'île Carmen, (en espagnol isla del Carmen  et en asturien islla del Carmen)  est le nom donné à une petite île côtière située dans la ville asturienne de Gozón, en Espagne.

## Description
C'est une île allongée d'un peu moins de 2 ha bordée par un récif et très proche de la côte de la paroisse de Luanco (es).
Il y a un ancien ermitage dans la partie sud de l'île, auquel on peut accéder par le récif et le sable si les marées sont basses à travers les plages d'El Dique ou d'Aramar.

## Galerie

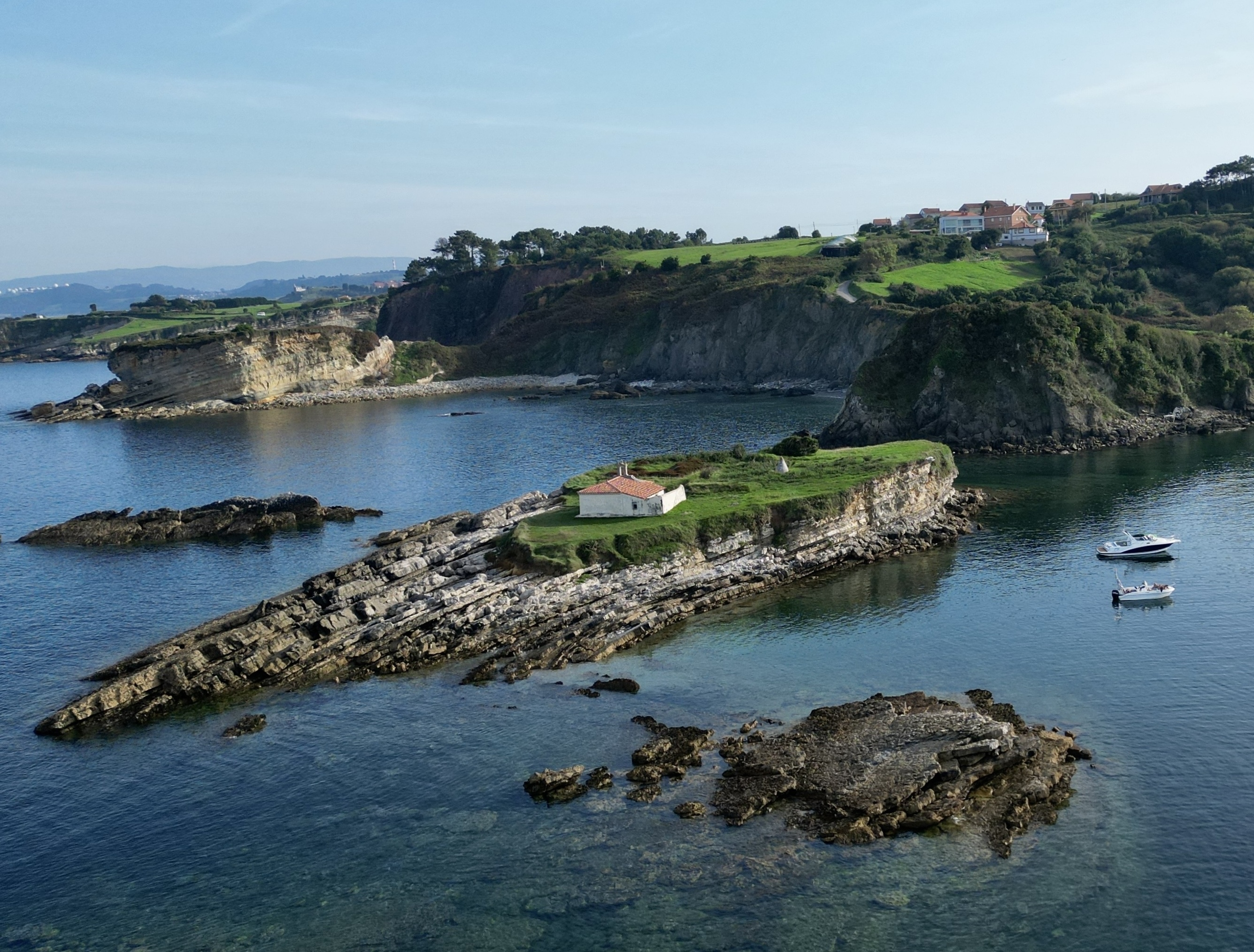